# 1975 en France
Chronologie de la France
- 1971
- 1972
- 1973
- 1974
- 1975
- 1976
- 1977
- 1978
- 1979

Cette page présente les faits marquants de l'année 1975 en France.

## Événements

### Janvier
- 1er janvier : remplacement de l'ORTF par sept sociétés de l'audiovisuel public : Radio-France, Télévision française 1 (TF1), Antenne 2, France Régions 3 (FR3), Télédiffusion de France (TDF), la Société française de production (SFP) et l'Institut national de l'audiovisuel (INA)[1].
- 3 janvier :
  - loi réformant l'indemnisation du chômage. Création d'une allocation supplémentaire d'attente (ASA), garantissant 90 % du salaire aux chômeurs[2]. Instauration de l'autorisation administrative de licenciement[3].
  - loi no 75-5 portant diverses mesures de protection sociale de la mère et de la famille ; réforme de l'allocation de maternité, transformée en allocation postnatale et « légalisation » des prêts aux jeunes ménages[4].
- 5 janvier: l'ORTF a officiellement disparu.
- 9 janvier : affaire Meilhan ; Élise Meilhan, agressée à son domicile à La Rochelle, meurt le 18 janvier. Guy Mauvillain est inculpé de meurtre le 12 février et condamné le 25 novembre à dix-huit ans de réclusion. Libéré en 1981, il est rejugé et acquitté le 29 juin 1985[5].
- 10-11 janvier : dénouement de l'affaire Portal ; l'assaut est donné par le GIGN contre le manoir de La Fumade à Saint-Nauphary où la famille Portal, menacée d'expulsion, est retranchée depuis 1973 après que Jean-Louis Portal ait tiré des coups de fusil sur les ouvriers agricoles du nouveau propriétaire. Dans l’assaut, Jean-Louis Portal, 25 ans, est blessé mortellement. Sa mère Anna et sa sœur Marie-Agnès sont internées jusqu'au 22 février à l’hôpital psychiatrique de la Grave à Toulouse et sont déclarées « démentes et dangereuses »[6],[7].
- 11 janvier : Harold Wilson annonce la décision de la Grande-Bretagne de renoncer au tunnel sous la Manche « pour des raisons économiques »[8]. Les travaux sont gelés côté britannique le 20 janvier.
- 13 janvier et 19 janvier : attentats à Orly perpétrés par un commando palestinien soutenu par le FPLP. Un avion de la compagnie El Al est la cible d'un tir de bazooka, qui détruit par erreur un avion yougoslave. Quelques jours plus tard, une fusillade éclate dans l’aéroport et un avion d’Air France est détourné[9].
- 15 janvier : dans une décision relative à la conformité de la loi Veil aux dispositions de la Convention européenne des droits de l'homme, le Conseil constitutionnel ne s’estime pas en mesure de vérifier la conformité des lois aux traités, mais invite les juridictions ordinaires à le faire[10].
- 17 janvier : l'assemblée nationale adopte définitivement par 277 voix contre 192 la loi relative à l'interruption volontaire de la grossesse (loi Veil) défendue par Simone Veil[11].
- 31 janvier : refus des résidents du foyer Romain-Rolland de Saint-Denis de payer l'augmentation de leur loyer. Début de la grève des loyers des résidents de la Sonacotra (1975-1980)[12].
- 31 janvier-2 février : congrès du Parti socialiste à Pau[13].

### Février
- 20 février : recensement général de la population[14]. 52,6 millions d’habitants en France, dont 3,4 millions d’étrangers[15]. 68,7 % habitent dans des agglomérations de plus de 2 000 habitants. La population active est de 21,8 millions (avec 830 000 chômeurs, 3,6 % de la population active). 9,5 % des actifs travaillent dans l’agriculture (26,9 % en 1954). 82,7 % des actifs sont salariés (65,7 en 1954). 3 982 300 élèves dans les établissements publics de second degré (1975-1976). 806 300 étudiants dans les universités. 96,6 % des logements sont équipés d’eau courante (61,9 % en 1954), 69,7 de WC intérieurs (26,6 % en 1954), 65 % de baignoires ou douches (10,4 en 1954), 48,8 % de chauffage central (1973).
- 24 février-4 mars : chômage technique chez Usinor-Denain[16].
- 25 février :
  - Plan de soutien de l’économie, 3,6 milliards de francs destinés à soutenir la consommation des catégories sociales plus défavorisés[17].
  - remise de la Légion d'honneur à Paul Bocuse[18].

### Mars
- 10 mars : attentat de la gare de l’Est à Paris ; une bombe à  retardement déposée à la consigne automatique fait un mort et sept blessés[19].
- 17 mars : le gouvernement décide six mesures de relance en faveur du bâtiment et de l'investissement industriel portant sur 4 milliards de francs[17].
- 21 et 30 mars : Louis de Funès acteur comique numéro 1 du cinéma français est victime de deux infarctus du myocarde[20].
- Lancement de la Peugeot 604 et la Renault 30 TS au Salon de Genève[21].

### Avril
- 1er avril : création du mensuel Fluide glacial par Marcel Gotlib et Jacques Diament[22].
- 12 avril : l'aéroport de Lyon-Satolas (aujourd'hui Saint-Exupéry) est inauguré par le Président Valéry Giscard d'Estaing[23].

- Le 16 avril 1975, l'affaire d'Arenc éclate à Marseille.
- 23 avril : le gouvernement lance un nouveau plan de relance de 15,5 milliards de francs ; augmentation des investissements publics pour 5 milliards, prets bonifiés aux PME et aux entreprises exportatrices pour 8 milliards, incitations à l'investissement par réduction de la TVA[26].
- 24 avril : la dernière DS sort des chaînes de fabrication de Citroën[27].

### Mai
- 15 mai : loi portant réorganisation de la Corse avec la création des départements de Haute-Corse et de Corse-du-Sud[28].
- 23 mai : décret de la réforme pénitentiaire, après les mutineries de l’été 1974, qui opère une nouvelle classification des établissements pénitentiaires entre trois catégories principales : maison d’arrêt pour les courtes peines, maison centrale, avec un régime de sécurité renforcé, et centre de détention, orientés en faveur de la réinsertion sociale des détenus. Elle développe des peines de substitution et institue les Quartiers de haute sécurité[29].
- 24 mai : « arrêt des cafés Jacques Vabre » de la Cour de cassation qui décide de faire prévaloir le traité de Rome sur une loi postérieure contraire[30].

### Juin
- 2 juin : occupation de l'église Saint-Nizier par les prostituées lyonnaises qui protestent contre le comportement de la police ; les églises occupées sont évacuées par la police le 10 juin[31].
- 3 juin : mesures de lutte contre l'inflation ; blocage limité des prix et des marges commerciales[17].
- 6 juin : parution du premier numéro de Gardarem lo Larzac organe mensuel des paysans et des comités Larzac[32].
- Nuit du 12 au 13 juin : attentat à la bombe au domicile du journaliste Bernard Cabanes qui meurt des suites de ses blessures ; un attentat est commis quelques instants après au domicile d'André Bergeron, secrétaire général du syndicat  de salariés Force Ouvrière, qui en réchappe[19].
- 23 juin : accord paritaire des syndicats réformant l'indemnisation du chômage partiel. Il garantit une indemnité horaire égale à 50 % de la rémunération horaire brute sans plafonnement[33].
- 27 juin : un triple meurtre est commis rue Toullier par le terroriste Ilich Ramírez Sánchez dit « Carlos »[34].
- 30 juin :
  - loi d'orientation en faveur des personnes handicapées[35].
  - loi sur les institutions sociales et médico-sociales[36].
  - Robert Hersant rachète Le Figaro à Jean Prouvost[37].

### Juillet
- 1er juillet : mise en circulation de la carte orange dans les transports en commun de Paris et d'Île-de-France[38].
- 4 juillet : loi tendant à la généralisation de la sécurité sociale à l'ensemble de l'activité professionnelle[39].
- 6 juillet : indépendance des Comores[40].
- 7 juillet : les rapports de la Chambre syndicale de la sidérurgie française sont présentés à la presse par son président Jacques Ferry[41]. Malgré des paroles rassurantes, Usinor prépare un plan de remodelage des usines du groupe comprenant un premier plan de 7 000 licenciements.
- 10 juillet :
  - le Franc retourne dans le Serpent monétaire européen[17].
  - loi instaurant l'égalité des sexes dans la fonction publique[42].
  - loi portant création du Conservatoire du littoral[43].
- 11 juillet :
  - loi Haby sur l'enseignement secondaire, instituant le « collège unique »[42].
  - loi portant réforme du divorce, facilitant le « consentement mutuel »[44].
- 18 juillet : début du conflit de la CIP à Haisnes-lez-la-Bassée dans le Pas-de-Calais[45] (juillet 1975-janvier 1977). 118 ouvrières d'une usine de confection mènent une grève de trois ans. Elles occupent l'usine jour et nuit, tout en continuant la production des chemises[46].
- 23 juillet : arrêt Alliès du Conseil constitutionnel relatif au principe d'égalité entre les justiciables.

### Août
- 21 août : affaire d'Aléria en Corse ; mort de 2 gendarmes mobiles[47].

### Septembre
- 4 septembre : adoption d'un nouveau plan de relance de l'économie par le Conseil des ministres ; 30,5 milliards de francs dont 10 milliards de report d'impôt pour les entreprises ; le taux d'escompte de la Banque de France est abaissé à 8 %[17]. Le coût des mesures prises au cours de l'année atteint 54 milliards de francs, soit 3,7 % du PIB)[48], soit 32 milliards de francs d'investissements publics, de relance de la consommation et d'aides aux entreprises, 12 milliards de francs de crédit à taux préférentiels, 10 milliards de francs de crédit d'impôt.

### Octobre
- 18 octobre : inauguration du pont de Saint-Nazaire[49].

### Novembre
- 15-17 novembre : à Rambouillet, le président Valéry Giscard d’Estaing réunit les chefs d’État des six pays les plus industrialisés (États-Unis, Japon, RFA, France, Royaume-Uni) et Italie, réunion informelle qui se tiendra annuellement, avec le Canada à partir de 1976, formant le G7[50].
- 17 novembre : le nombre des chômeurs dépasse un million[17].

### Décembre
- 5 décembre : nouveau Code de procédure civile[42].
- 9 décembre : plan Durafour ; l'érosion des recettes et l'augmentation des dépenses de la Sécurité sociale oblige le gouvernement à annoncer un déplafonnement partiel des cotisations salariales, une augmentation des cotisations sociales pour les salariés et les employeurs, une élévation des cotisations vieillesses[51].
- 20 décembre : premier journal télévisé de TF1 en couleur présenté par Jean-Claude Bourret[52] ; la chaîne passe en SÉCAM/UHF/625 lignes.
- 30 décembre :
  - le commissariat à l'énergie atomique français rachète 30 % des actions de Framatome détenue par l'américain Westinghouse et détenteur de la technologie des réacteurs nucléaires à eau pressurisée le reste étant réparti entre Creusot-Loire (66 %) et le groupe Schneider (4 %)[53]. Le CEA s'engage en contrepartie à fournir à Westinghouse 1 200 tonnes d'uranium d'une valeur de 25 millions de US dollars entre 1976 et 1982[54].
  - la loi de finance pour 1976 institue le Classement X ; la production et la diffusion des films pornographiques n'est plus subventionnée[55]. Instauration d'un prélèvement spécial sur les bénéfices résultant de la vente, la location ou l'exploitation d'œuvres pornographiques ou d'incitation à la violence et d'une taxe spéciale sur les films pornographiques ou d'incitation à la violence.
  - loi qui permet aux travailleurs manuels salariés ayant exercé certains de travaux pénibles et aux mères de famille de prendre leur retraite à 60 ans[42].
- 31 décembre :
  - réforme du statut de Paris, qui aura désormais un maire[56].
  - loi relative à l'emploi de la langue française[57].
  - lors de son allocution télévisée, le président Giscard d’Estaing évoque la France comme « une puissance moyenne », ce qui fait scandale car il rompt avec le mythe gaullien symbolisé par la fameuse formule : « La France n’est réellement elle-même qu’au premier rang »[58],[59].
- Lancement du premier rasoir jetable par Bic[60].

## Naissances en 1975
- 4 janvier : Judith Siboni, actrice française († 30 mars 2021).
- 15 janvier : Mary Pierce, joueuse de tennis franco-américaine.
- 7 février : Emily Loizeau, chanteuse.
- 14 mars : Abd al Malik, chanteur et rappeur.
- 18 mars : Laeticia Hallyday, mannequin française et veuve de Johnny Hallyday.
- 24 mars : Frédérique Bel, actrice, mannequin et présentatrice télévisée française.
- 25 mai : Claire Castillon, écrivain.
- 18 juin : Jamel Debbouze, acteur.
- 8 juillet  : Claire Keim, actrice.
- 30 septembre : Marion Cotillard, actrice.
- 16 octobre  : Christophe Maé, chanteur.
- 27 octobre : Lorànt Deutsch, acteur.
- 7 novembre : Raphaël Haroche, chanteur et compositeur.

## Décès en 1975
- 9 janvier : Pierre Fresnay, 77 ans, acteur. (° 4 avril 1897)
- 9 février : Pierre Dac (André Isaac), 82 ans, humoriste. (° 15 août 1893).
- 20 mars : le prince Jacques Henri de Bourbon, 66 ans, duc d'Anjou et de Ségovie, aîné des Capétiens et chef de la maison de France (° 23 juin 1908)
- 19 avril : Robert Aron, 76 ans, écrivain. (° 25 mai 1898)
- 25 avril :
  - Jacques Duclos, 78 ans, homme politique, ancien dirigeant communiste. (° 2 octobre 1896)
  - Mike Brant, 28 ans, chanteur et compositeur israélien. (° 2 février 1947).
- 1er août : Benoît Frachon, 82 ans, syndicaliste, ancien secrétaire général de la CGT. (° 13 mai 1893)
- 31 août : Pierre Blaise (acteur principal de Lacombe Lucien, film de Louis Malle) dans un accident de voiture.
- 20 septembre : Saint-John Perse (Alexis Leger), 88 ans, poète et diplomate, lauréat du Prix Nobel de littérature. (° 31 mai 1887).
- 27 septembre : Maurice Feltin, 92 ans, cardinal, archevêque de Paris. (° 15 mai 1883).
- 3 octobre : Guy Mollet, 69 ans, homme politique. (° 31 décembre 1905).
- 21 novembre : François de Roubaix, 36 ans, compositeur de musique de film. (° 3 avril 1939)
- 21 décembre : Jean Bertin, inventeur de l'aérotrain.